# Mongolian Amateur Radio Society
Die Mongolian Amateur Radio Society (MARS), mongolisch Монголын радио сонирхогчдын холбоо Mongolyn radio sonirkhogchdyn kholboo, deutsch „mongolischer Amateurfunkverband“, ist eine nationale Vereinigung der Funkamateure in der Mongolei.

## Geschichte
Die MARS fördert den Funksport, beispielsweise die Schnelltelegrafie und das Amateurfunkpeilen. Sie veranstaltet Amateurfunkwettbewerbe (Contests) und gibt Amateurfunkdiplome heraus.
Anfang 2008 gab die MARS bei der International Amateur Radio Union (IARU), der internationalen Vereinigung von Amateurfunkverbänden, an, sie sei Rechtsnachfolgerin der älteren Mongolian Radio Sport Federation (MRSF) und diese habe sich in Mongolian Amateur Radio Society (MARS) umbenannt. Dies wurde von der IARU so zu Protokoll genommen.

“It was noted that MRSF (the IARU recognised society for Mongolia) had formally informed IARU that it had been renamed MARS (Mongolian Amateur Radio Society). It has provided a new constitution, list of officers, government certificate etc. It was agreed that MARS should assume the role of IARU recognised society for Mongolia.”

„Es wurde festgestellt, dass die MRSF (die von der IARU anerkannte Gesellschaft für die Mongolei) die IARU offiziell darüber informiert hatte, dass sie in MARS (Mongolian Amateur Radio Society) umbenannt wurde. Es wurde eine neue Verfassung, eine Liste der Beamten, ein Regierungszertifikat usw. vorgelegt. Es wurde vereinbart, dass MARS die Rolle der von der IARU anerkannten Gesellschaft für die Mongolei übernehmen sollte.“

Später stellte sich jedoch heraus, dass die MRSF weiterhin existierte und diese Namensänderung nicht autorisiert hatte. Offenbar hatte sich die MARS unabhängig von der MRSF gebildet. Deshalb ist weiterhin die MRSF – und nicht die MARS – Mitglied in der IARU (Region 1) und vertritt dort die Interessen der Funkamateure des Landes.